# Gammarotettix aesculus
Gammarotettix aesculus är en insektsart som beskrevs av Strohecker 1951. Gammarotettix aesculus ingår i släktet Gammarotettix och familjen grottvårtbitare. Inga underarter finns listade i Catalogue of Life.